# 山形師範学校

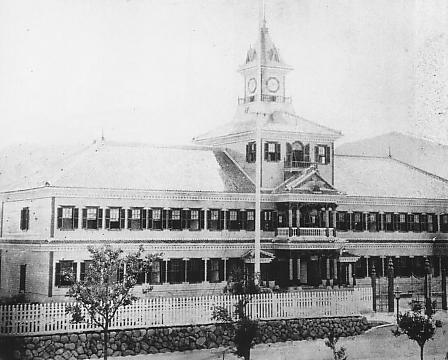
山形県師範学校

山形師範学校 （やまがたしはんがっこう） は新制山形大学教育学部 （現・地域教育文化学部） の前身の一つとなった師範学校である。

## 沿革

### 山形県立期

#### 旧・山形県師範学校
- 1876年8月： 鶴岡県・置賜県・山形県の統合により山形県成立。
  - 統合前の旧県にも教員伝習所が設置されていたが、統合によって誕生した山形県は新規に師範学校を設置した。
- 1878年3月： 山形県、師範学校の校舎着工 （山形 旅籠町、現・県民会館付近）。
- 1878年9月： 山形縣師範學校開校、第1回入学。
  - 2年制、入学資格は 18歳～35歳。
- 1880年10月： 修業年限2年半 （予科2年・本科半年） に延長。入学資格は 16歳～35歳。
- 1882年1月： 中學師範豫(予)備科を設置。
- 1882年7月： 師範学校教則大綱に準拠し、教則改正。
  - 初等師範學科 （1年）・中等師範學科 （2年半。1884年から3年）・高等師範學科 （4年） を設置。
- 1884年6月： 中学師範予備科を廃止し、山形縣中學校として分離 （現・山形県立山形東高等学校）。
- 1885年1月： 初等師範學科を廃止。

#### 山形県尋常師範学校
- 1886年10月： 師範学校令により山形縣尋常師範學校と改称 （本科4年制）。
- 1889年9月： 女子部 （3年制） を設置 （1895年廃止）。
- 1894年4月： 乙種講習科を設置。
- 1896年10月： 甲種講習科を設置 （現職教員への講習機関）。

#### 山形県師範学校
- 1898年4月： 師範教育令により山形縣師範學校と改称。
- 1901年4月： 女子部を再開。
- 1901年7月： 山形縣女子師範學校設立認可。
- 1902年3月： 山形縣師範學校女子部を廃止し、山形縣女子師範學校として分離。
- 1901年9月： 馬見ヶ崎河畔の新校舎に移転。
  - 通称： 馬畔校舎。現・山形市緑町の山形県立博物館分館 教育資料館。
- 1908年1月： 師範学校規程に準拠し、学則改正。
  - 本科第一部 （4年制）・本科第二部 （1年制。中学校卒業者対象） を設置。
- 1911年5月： 山形市北大火で師範學校防御隊活動。
- 1913年4月： 講習科 （2年制） を設置。
- 1915年10月： 学則改正。本科第二部の修業年限を 1.5年に延長。
- 1918年3月： 年2回入学を春入学のみに変更。
- 1921年4月： 通学生を許可 （全寮制が崩壊）。
- 1923年1月： 学則改正。本科第二部の修業年限を 1年に短縮。
- 1923年6月： 雑誌 『萌えんとするもの』 廃刊事件発生。
  - 生徒主催の同人 「地上社」 の発行雑誌。掲載稿の不敬罪・風俗壊乱罪容疑による。
- 1923年10月： 生徒機関誌 『眞琴』 第211号発売禁止処分。
  - 掲載漢詩 「聞甘粕大尉誅大杉榮而有感」が問題とされた。1924年1月廃刊。のち季刊で復活。
- 1923年11月15日： 「馬畔寮」 焼失。生徒7名焼死、重軽傷者30名。
  - 1924年12月再建 （共栄寮）。山形工業學校内に仮寮設置 （六華寮）。1936年、2寮統合により 「北辰寮」 設置。
- 1925年4月： 本科第一部を 5年制に延長 （高等小学校卒業者対象に変更）。
- 1926年4月： 専攻科 （1年制） を設置。
- 1928年10月： 校歌制定。『明治の十一 基をおきて』 （土井晩翠 作詞、島崎赤太郎作曲）。
- 1931年4月： 本科第二部を 2年制に延長。

#### 山形県女子師範学校
- 1889年9月： 山形縣尋常師範學校が女子部 （3年制） を設置 （1895年廃止）。
- 1901年4月： 山形縣師範學校が女子部を再開。
- 1901年7月： 山形縣女子師範學校設立認可。
- 1902年3月： 山形縣師範學校女子部を廃止し、山形縣女子師範學校として分離。
- 1902年4月： 山形縣女子師範學校開校 （山形市香澄町横町南）。
  - 本科3年制。山形縣高等女學校を併設 （現・山形県立山形西高等学校）。
- 1902年5月： 乙種講習科を設置。
- 1908年1月： 師範学校規程に準拠し、学則改正。
  - 本科第一部を 4年制に延長。
- 1908年9月： 皇太子行啓。
  - このころ校歌制定。『日嗣の皇子のいでまして』 （岩田邦太郎 作詞、小関得久 作曲）。
- 1925年4月： 本科第二部を新設 （高等女学校卒業者対象）。
- 1926年4月： 専攻科 （1年制） を設置。
- 1927年6月： 附属幼稚園開園。
- 1927年12月： 附設高等女學校を山形縣立山形第一高等女學校と改称。
- 1931年4月： 本科第二部を 2年制に延長。

### 官立期

#### 山形師範学校
- 1943年4月1日： 山形縣師範學校・山形縣女子師範學校を統合し、官立山形師範學校設置。
  - 旧山形縣師範學校校舎に男子部、旧山形縣女子師範學校校舎に女子部を設置。
- 1944年2月23日： 女子部校舎、放火により焼失。
- 1947年4月： 女子部が男子部校地に移転し、男女共学となる。
  - 同月、男子部・女子部に附属中学校 （新制） を創設。
  - 翌1948年4月、両校統合 （現・山形大学附属中学校）。
- 1949年5月31日： 新制山形大学が発足し、山形大学山形師範學校となる。
  - 青師と共に教育学部の母体として包括された。
- 1951年3月： 旧制山形師範學校、廃止。

## 歴代校長
山形県師範学校（前身諸校を含む）
- （副校長）斎藤篤信：1878年9月 - 1879年2月
- 斎藤篤信：1879年2月 - 1884年2月
- 野尻精一：1884年2月 - 1886年1月
- 相良守典：1886年1月 - 1886年2月
- 伊村則久：1886年3月13日[1] - 1891年12月
- 松尾貞次郎：1892年2月1日 - 1896年6月11日
- 小浜宗介：1896年6月27日 - 1898年11月7日
- 山吉盛光：1898年11月22日 - 1899年6月28日
- 堀義太郎：1899年6月28日 - 1906年2月14日
- 荘司力松：1906年2月14日 - 1907年2月22日
- 江尻庸一郎：1907年2月22日 - 1911年5月5日
- 柴垣則義：1911年5月5日 - 1919年11月
- 伊野宮茂長：1919年11月 - 1921年9月29日死去
- （事務取扱）近森幸衛：1921年9月 - 1921年11月
- 森山辰之助：1921年11月 - 1925年6月
- 和田兼三郎：1925年6月 - 1930年3月
- 野上源造：1930年3月 - 1933年3月
- 杉野三治郎：1933年3月 - 1937年3月
- 大西薌：1937年3月 - 1941年6月
  - 薌 （きょう） は草冠に郷
- 井東豊彦：1941年6月 - 1943年3月

山形県女子師範学校
- 津田元徳：1902年2月24日 - 1909年8月12日
- 西山績：1909年8月12日 - 1919年3月
- 関口精一：1919年3月 - 1920年3月8日死去
- 五十嵐長之丞：1920年4月 - 1922年11月
- 今井正親：1921年11月 - 1929年3月
- 林鎌次郎：1929年3月 - 1935年3月
- 久米卯之彦：1935年3月 - 1941年3月
- 小野左恭：1941年3月 - 1943年3月

官立山形師範学校
- 太田章一：1943年4月1日[2] - 1945年11月24日[3]
- 真野常雄：1945年11月24日[3] - 1951年3月
  - 新制山形大学教育学部 初代学部長

## 校地の変遷と継承

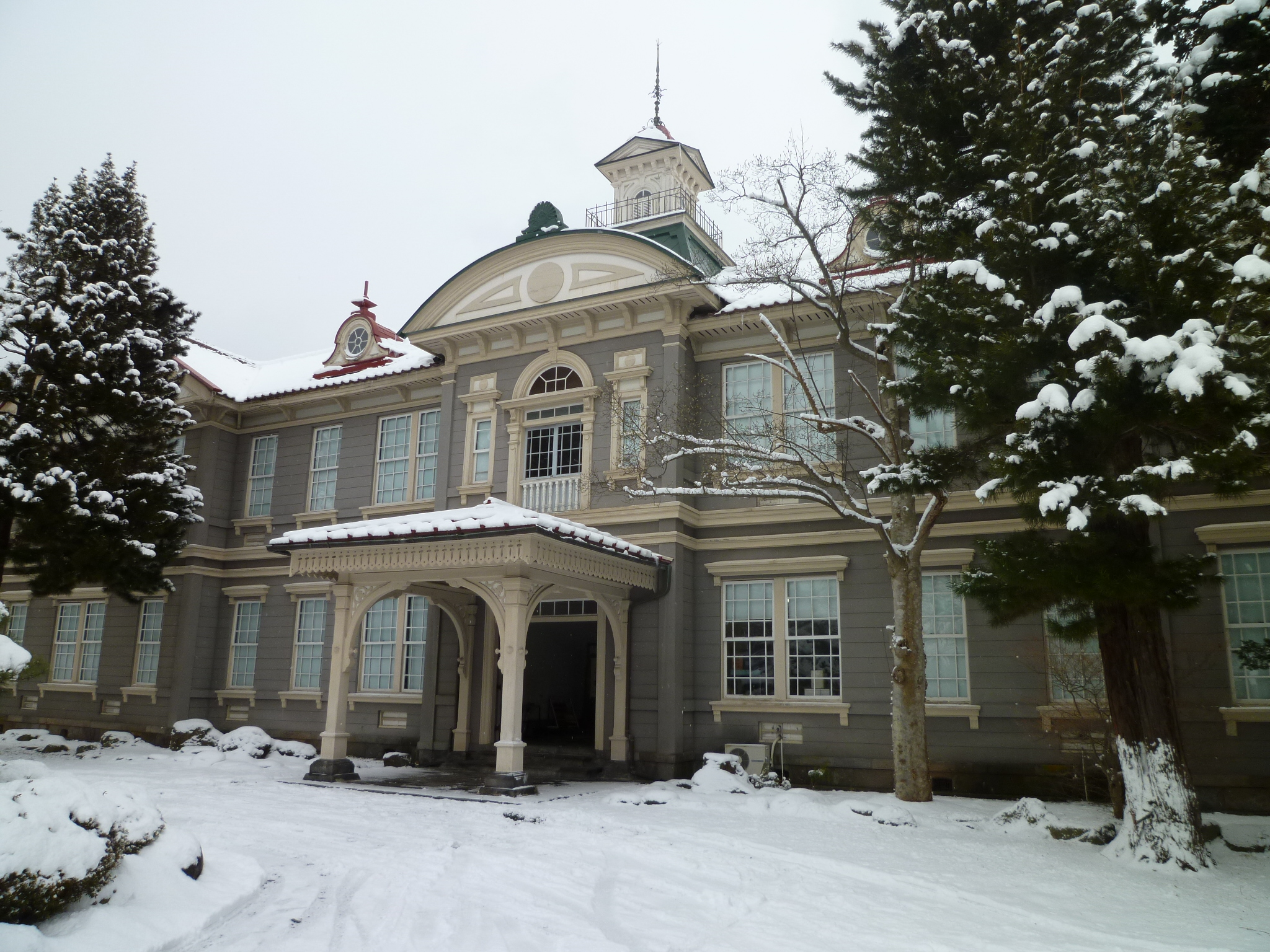
馬畔校舎の旧本館（重要文化財）。現在は教育資料館

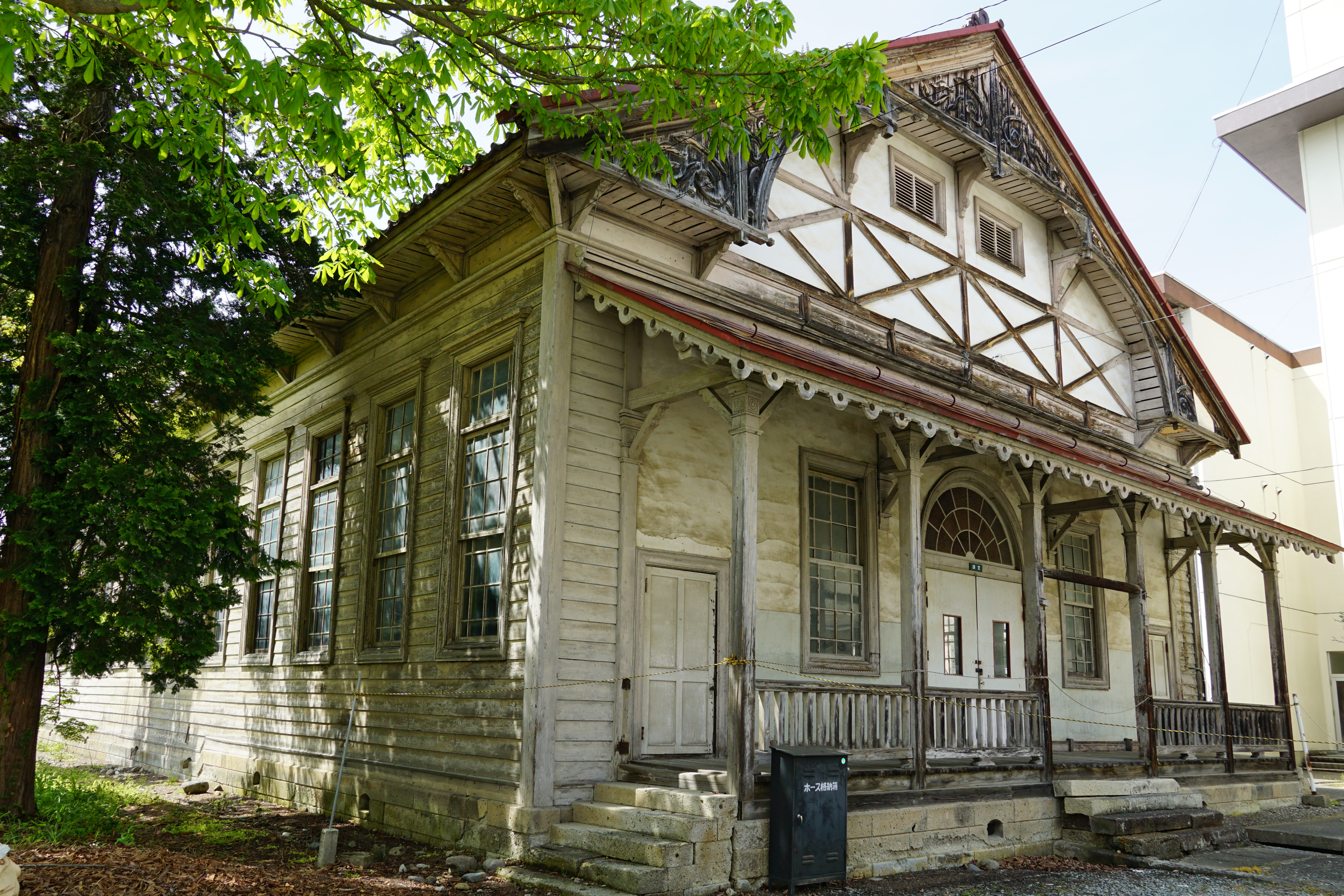
馬畔校舎の旧講堂

### 山形師範学校男子部
前身の山形県師範学校から引き継いだ校地を使用した（馬畔校舎、現・山形市緑町2丁目）。馬畔校舎は後身の新制山形大学教育学部に引き継がれ、1963年4月、教育学部が現在の小白川校舎（旧制山形高等学校跡）に移転するまで使用された。跡地は山形県立山形北高等学校の校地となり、現在に至っている。
旧山形師範学校本館
山形県師範学校時代の1901年に建設された本館は、1973年に国の重要文化財に指定され、1980年から山形県立博物館分館教育資料館として一般公開されている。
旧山形師範学校講堂
旧山形師範学校講堂は本館に隣接しており山形県指定有形文化財となっている。2000年代まで山形北高等学校の部活動に使用されていたが、それ以降は使用されていない。国の重要文化財指定を目指す動きがある。

### 山形師範学校女子部
前身の山形県女子師範学校から引き継いだ山形市香澄町の校舎を使用した。同校舎は1944年2月23日に火災により焼失し、1947年4月に女子部は男子部校地に移転した。跡地は1949年から附属中学校の校地となり、1968年9月に松波地区に移転するまで使用された。現在、香澄町校地の跡地には、山形市民会館や山形大学山形国際交流会館（留学生寮）・紫苑寮（女子寮）などが設置されている。

## 著名な出身者
- 烏兎沼宏之（民俗学者、教育者）
- 大瀬欽哉（歴史家）
- 尾形輝太郎（化学者、理化学研究所名誉研究員、帝国学士院賞）
- 加藤セチ（日本で三番目の女性理学博士、北海道帝国大学で最初の女子学生）
- 鹿野清次郎（会計学者）
- 国分一太郎（教育者）
- 齋藤正市（教育者）
- 澤井修一（山形しあわせ銀行元頭取）
- 須藤克三（児童文学者、教育者）
- 西村力弥（教育者、衆議院議員）
- 芳賀秀次郎（教育者、歌人）
- 藤沢周平（作家）
- 三島彌太郎（第8代日本銀行総裁）
- 無着成恭（僧侶、教育者）
- 村山俊太郎（教員）
- 村山ひで（教員）
- 茂木善作（陸上競技選手、山形県初のオリンピック選手）[5]

## 関連書籍
- 山形大学教育学部九十年誌編集委員会（編）　『山形大学教育学部九十年誌』　山形大学教育学部同窓会、1968年。
- 記念事業実行委員会（編）　『目で見る百年誌 : 山形大学教育学部創立百周年』　山形大学教育学部同窓会、1978年。